# 오창초등학교 가좌분교
오창초등학교 가좌분교는 대한민국 충청북도 청주시 청원구 오창읍 가좌리 129에 있었던 초등학교이다.

## 연혁
- 1941년 4월 3일 가좌공립국민학교 개교
- 1985년 2월 7일 병설유치원 인가
- 1996년 3월 1일 가좌초등학교로 개칭
- 1999년 2월 17일 제55회 졸업(졸업생 총 3,314명)
- 1999년 9월 1일 오창초등학교로 통합(오창초등학교 가좌분교장)
- 2007년 2월 15일 제86회 졸업(가좌분교 5명)
- 2008년 3월 1일 오창초등학교로 통폐합